# 31
31 је била проста година.

## Догађаји
- Антонија Млађа је известила Тиберија да Сејан спрема заверу. Откривање Сејанове завере и његово погубљење.
- Квинт Невије Корд Суторије Макрон постаје префект преторија.
- Тиберије је позвао Калигулу на Капри.
- Рим поставља свог штићеника на престо Одритске краљевине, претварајући Јужну Тракију у зависну краљевину.